# Paul Molac

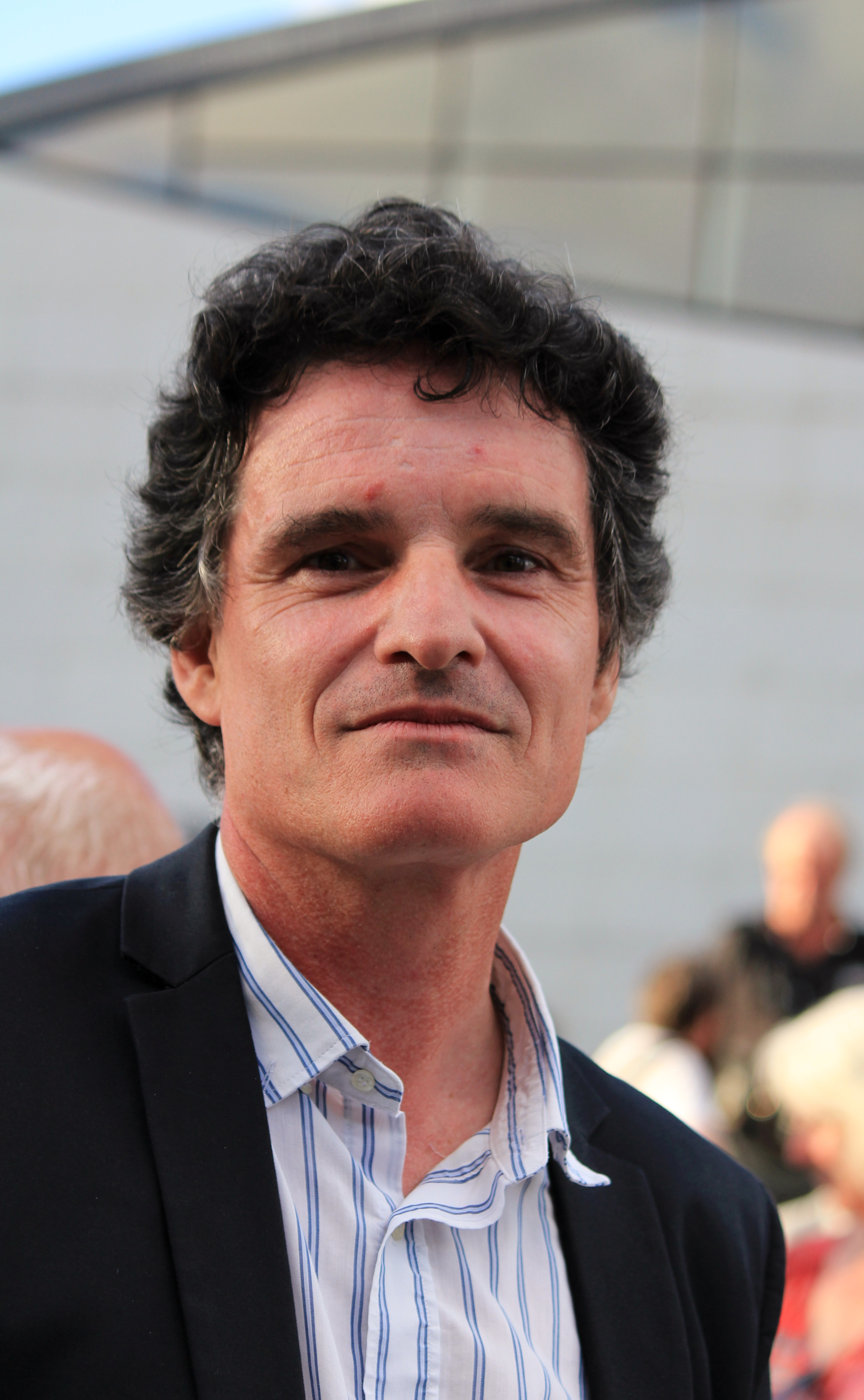
Paul Molac beim Festival Interceltique in Lorient, 2013

Paul Molac (* 21. Mai 1962 in Ploërmel, Département Morbihan) ist ein französischer Politiker, der sich insbesondere für den Erhalt der bretonischen Sprache und Kultur einsetzt. Seit Mai 2012 ist er Abgeordneter der französischen Nationalversammlung.

## Leben
Paul Molac stammt aus einer bäuerlichen Familie und studierte zunächst selbst Agrarwirtschaft. Anschließend absolvierte er jedoch ein Geschichtsstudium an der Universität Rennes 2, legte 1989 das Lehrerexamen CAPES ab und wurde Lehrer für Geschichte und Erdkunde an einem Lycée und Collège in Guer. Er ist in mehreren kulturellen Vereinigungen der Bretagne engagiert und spricht sowohl Bretonischen als auch Gallo. Im Jahr 2009 wurde er zum ersten Präsident des Conseil culturel de Bretagne, eines vom Regionalrats der Bretagne neu geschaffenen Beratungsgremiums im Bereich der Kultur.
Politisch steht Paul Molac der Partei Unvaniezh Demokratel Breizh (bretonisch für Demokratische Union der Bretagne, UDP) nahe, ohne jedoch deren Mitglied zu sein. Bei den Parlamentswahlen 2012 wurde er als Kandidat der UDP mit Unterstützung der Parti socialiste und Europe Écologie Les Verts in die Nationalversammlung gewählt. Er schloss sich dort zunächst der grünen Fraktion an, wechselte aber 2016 in die sozialistische Fraktion. In einer Parlamentsdebatte zu Sprachtests bei der Einbürgerung im März 2015 wechselte er für einen Satz ins Bretonische, um zu unterstreichen, dass dies „die Sprache meines Herzens und meiner Seele“ sei, ohne dass dies seine Identifikation als Bürger der Französischen Republik mindere. Obwohl die Debatten in der Nationalversammlung grundsätzlich in der Nationalsprache Französisch zu halten sind, wurde dies von der Sitzungsleitung toleriert.
Im Jahr 2017 trat Molac wieder an, diesmal aber für La République en Marche (LREM), und wurde als einer von nur vier Abgeordneten bereits in der ersten Runde mit 54 % der Stimmen wiedergewählt. Die Parti socialiste hatte keinen Gegenkandidaten aufgestellt. Molac verließ 2018 die LREM-Fraktion in der Nationalversammlung und schloss sich der parteiübergreifenden Fraktion Libertés et territoires an. Bei der Parlamentswahl 2022 tritt Molac unter dem Etikett régionalistes für eine Wiederwahl an.